# Patrick Victor
Patrick Victor a Seychelle-szigetek egyik legnépszerűbb kreol pop- és népzenei előadója.
A Nageant ültetvényhez közel, Pointe La Rue faluban nőtt fel kilenc testvér közül a legidősebbként. Sokat tett a Seychelle-i népzene megőrzéséért. Nevéhez fűződik a moutia, a hegyek és a szegények zenéjének újjáélesztése. 2017-ben egyike volt annak a 13 énekesnek, aki felkerült a Seychelle-i Hírességek Falára. 2019-ben Danny Faure, a Seychelle-szigetek elnöke, kulturális nagykövetté nevezte ki.

## Külső hivatkozások
Hivatalos honlapja Archiválva 2007. október 14-i dátummal a Wayback Machine-ben